# Повіт Ітано
Пові́т Іта́но (яп. 板野郡, いたのぐん, МФА: [itano guɴ]) — повіт в префектурі Токушіма, Японія. Станом на 1 серпня 2012 року його площа становила 109,67 км². Населення складало 97 439 осіб, а густота населення — 888 осіб/км². До складу повіту входять містечка Айдзумі, Ітано, Каміїта, Кітаджіма та Мацушіґе.